# Cami
Camila Anastasia Gallardo Montalva (Viña del Mar, 2 de noviembre de 1996), conocida por su nombre artístico Cami, es una cantante chilena, quien se hizo conocida en la primera temporada del programa de televisión The Voice Chile, donde obtuvo el segundo lugar de la competencia.  
Desde su participación en este programa, saltó a la fama y firmó con Universal Music Latin. En 2018 lanzó su primer álbum de estudio, Rosa, del cual fueron sencillos «Más de la mitad», «Abrázame», «Querida rosa», entre otros. En 2020 lanzó su segundo disco, Monstruo, que incluye sencillos tales como «Aquí estoy», «Funeral», «La despedida», entre otros. Su tercer disco, Anastasia (2022), incluye sencillos tales como «Big Bang», «Poca fe», «Luna», «El peor», entre otros. 
El año 2023 comienza a experimentar con nuevos estilos musicales, presentando su EP “Anna Vol.1: Los Amantes”, el cual cuenta con música estilo electrónico y techno. Este proyecto lo estrenó con un documental grabado en el sur de Chile, específicamente en Puerto Varas, con 5 canciones inéditas como “Tócame” y “Ganadora”. 
Ha obtenido cuatro nominaciones a los Premios Grammy Latinos y una nominación a los Premios Grammy.

## Primeros años
Es la mayor de los cuatro hijos de la columnista Karen Montalva (emparentada con Eduardo Frei Montalva) y Alex Gallardo.
Su interés por la música surgió cuando tenía 6 años, siendo su padre quien la incentivó para que aprendiera diferentes instrumentos. Con un cover del tema «Gracias a la vida» de Violeta Parra, que su progenitor grabó y subió a YouTube, la joven cantante comenzó a trascender en las redes sociales. 
En 2015 fue parte de la primera versión del programa busca talentos The Voice en su versión chilena, emitida por Canal 13, donde además de obtener el segundo lugar, se ganó el corazón de miles de televidentes que admiraron su potente voz y carisma. Luis Arellano es su mánager y asesor de imagen. En España, trabaja junto con la mánager Rosa Lagarrigue.

## Carrera musical

### The Voicey primeros sencillos (2015-2017)
Camila Gallardo se presentó en el quinto capítulo de The Voice Chile. El 14 de junio fue emitido el capítulo de audiciones a ciegas, donde la cantante interpretó la canción de la cantante estadounidense Brandi Carlile, «The Story». Tan solo 20 segundos se demoró en convencer y cautivar al jurado (Luis Fonsi, Franco Simone, Nicole y Álvaro López); luego eligió a Fonsi como su preparador. Camila logró pasar las rondas de batallas, knockouts y en vivo, para finalmente llegar a la semifinal y final, donde fue merecedora del segundo lugar, solo por detrás del cantante Luis Pedraza. En su estadía en el programa televisivo se destacó interpretando canciones de Alanis Morissette («Hand in my pocket», con Rosario Jara), Coldplay («The scientist»), Violeta Parra («Gracias a la vida»), Bruno Mars («Just the way you are», con Josefa Serrano y Luis Fonsi), Sia («Chandelier»), Sam Smith («Lay me down», con Luis Fonsi), y Keane («Somewhere only we know»), además de la canción inicial y final «The Story».
Más tarde, la artista fue invitada a trabajar con la compañía Universal Music Chile para elaborar su álbum debut. Ese mismo año, Gallardo realizó una serie de conciertos en Santiago siendo éxito de ventas. También participó en un evento Navideño del Templo de Santiago de la Iglesia de Jesucristo de los Santos de los Últimos Días (Mormones). En una entrevista para Publimetro, Camila Gallardo dice: “Me siento muy bendecida. Creo que oportunidades así no se pueden desechar, especialmente en el punto en el que estoy, que he trabajado muchísimo para llegar acá”. Anunció su primer sencillo para febrero de 2016.
El 17 de febrero Gallardo libera su primer sencillo «Más de la mitad», bajo Universal Music Chile, canción que fue compuesta por el mismo Luis Fonsi junto a Claudia Brant. La grabación y producción del sencillo corrió por cuenta de Andrés Saavedra en Miami. La canción logró gran repercusión en Chile, convirtiéndose en la más escuchada en el país en Spotify y logrando hasta noviembre de 2019 más de 22 millones de reproducciones en YouTube. El tema también logró posicionarse en el primer lugar de virales en Chile de Spotify. Más de la mitad alcanzó la tercera posición en iTunes Chile. Tras ser reconocida a nivel nacional, la empresa internacional Ripley la invitó a ser parte de su publicidad, siendo su rostro durante todo el 2016. A finales del mismo año se presenta en la obertura de la Teletón 2016 interpretando la canción «Alas» junto al cantante Luis Pedraza.
Gallardo participó en el tributo que se le rindió a la folclorista Violeta Parra en la apertura del Festival de Viña del Mar 2017, junto a Paz Binimelis, Claudia Acuña, Consuelo Schuster, Isabel Parra y Tita Parra Luego se anuncia «Abrázame» como segundo sencillo de la cantante; meses más tarde se lanza «Un poco más de frío» como tercer sencillo. El mismo año, Gallardo fue telonera en el concierto de Lindsey Stirling en Santiago e invitada especial en el concierto de la banda colombiana Morat. Durante el principio del segundo semestre de 2017, Gallardo se encontraba en Los Ángeles, California (Estados Unidos), para ajustar los últimos detalles del lanzamiento de su álbum debut, que es producido por Sebastián Krys, reconocido por tener 15 premios Grammy en su haber (10 de ellos latinos). En octubre de 2017, Camila participó en el proyecto de la revista musical Billboard Next Up: New Artists, New Music 2017. La revista la consideró como una artista en ascenso. En noviembre de 2017, Camila participa en el evento Billboard Women in Music 2017. En diciembre de 2017, participa en el cierre de la Teletón 2017 junto a cantantes como Augusto Schuster, Luis Jara, Gonzalo Yáñez, Consuelo Schuster, Héctor "Kanela" Muñoz (vocalista de Noche de Brujas) y Carolina Soto.

### Rosa(2018)

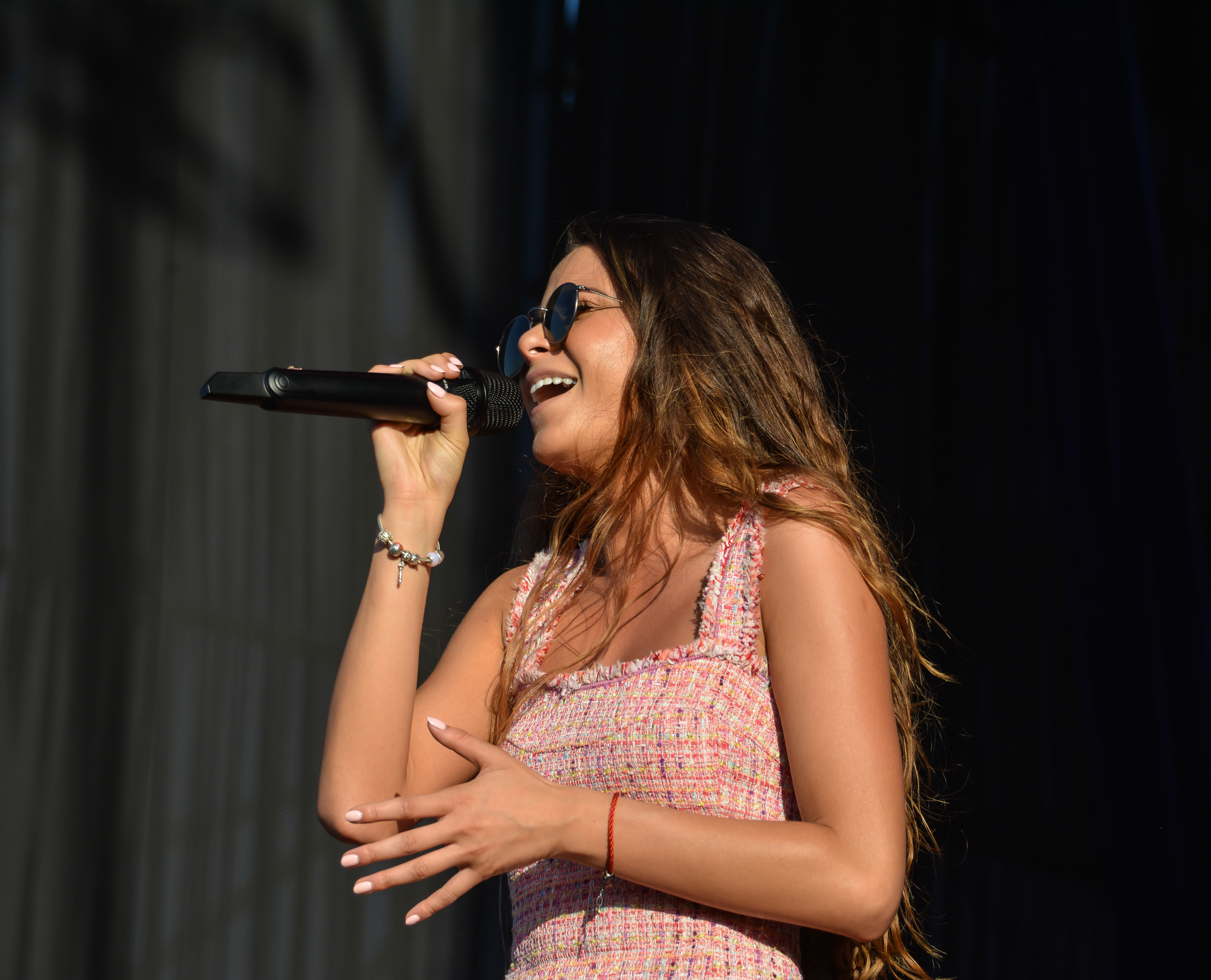
Cami actuando en La Cumbre del Rock Chileno de 2018.

En enero de 2018, Camila se presenta en el XLIX Festival del Huaso de Olmué, emitido por Televisión Nacional de Chile, con gran éxito ubicándola en el panorama musical del país. Cantó sus éxitos y presentó sus nuevos sencillos «Ven», «No es real» y «Fuerte», de su álbum debut Rosa, con un lanzamiento previsto para mediados de 2018.
En abril de 2018, lanzó oficialmente su sencillo «No es real» en colaboración con Antonio José, cantante español, siendo tendencia en YouTube, iTunes y entrando en los Top 50 de Chile en Spotify desde el día siguiente de su lanzamiento. Además, ingresó al Top 50 Virales de España en Spotify, dentro de las 15 canciones más virales. Pocos días antes, anunció el lanzamiento de su disco "Rosa" para los días 21 y 22 de junio en el Teatro Municipal de Las Condes, sin embargo, por el gran éxito de las ventas debió confirmar una tercera fecha para sus fanes: el día sábado 23 de junio en el mismo lugar.
En junio de 2018, fue nominada a los Premios Pulsar por su canción «Abrázame» en la categoría "Canción del año". En este evento participó cantando junto a Pascuala Ilabaca, Denisse Malebrán, Mahani Teave, Juanita Parra y Consuelo Schuster. Además, condujo parte de la premiación junto con Augusto Schuster.
El mismo mes, el cantante español Fredi Leis lanzó su nueva canción «Quiero darte», en colaboración con Cami.
El 30 de agosto de 2018, Gallardo anuncia que su gira terminará con un espectáculo en el Movistar Arena, reconocido como una recinto emblemático de espectáculos y entretención por su importancia internacional. Además, Gallardo se convierte en la artista chilena más joven en presentarse en este escenario. En este escenario se presentó dos veces, agotando las entradas en ambas instancias e interpretando sus canciones de Rosa, además de otras, como su canción no publicada «Sentir», «Todo cambia» de Mercedes Sosa, «Run run se fue pa'l norte» de Violeta Parra, entre otras.
El 23 de noviembre de 2018, Gallardo lanza la versión deluxe de «Rosa», en la que se agrega «Mi ruego». Este mismo mes, es invitada al reality show español Operación Triunfo, en la que sorprende al hablar de la industria musical y cantar sus canciones «Ven» y «No es real».
En diciembre de 2018, Camila renuncia a la Iglesia de Jesucristo de los Santos de los Últimos Días y en una entrevista a la revista Ya del diario El Mercurio se declara agnóstica.[cita requerida]
Participa en el Festival de Viña del Mar 2019 como artista invitado y como jurado de la competencia musical, obteniendo gaviotas de plata y oro, y compartiendo a diario con diversos artistas, en la que se mostró una gran amistad con Sebastián Yatra y Becky G. En este evento presentó la primera canción de su nuevo disco, «La entrevista». 
Es nominada a los Premios Pulsar como "Mejor artista pop", "Artista del año" y "Mejor álbum" por Rosa. Ganó el premio a "Mejor artista pop", categoría en la que se encontraba nominada junto a Alex Anwandter, Amanitas, Mon Laferte y Rubio. En dicha premiación, cantó sus canciones «Ven», «La entrevista» y «Aquí estoy», y el premio le fue entregado por Nicole, quien habría sido jurado en The Voice Chile.
A mediados de 2019 sale a la luz «He venido por ti», canción interpretada por Camila Gallardo y escrita por Luciano Pereyra para una telenovela argentina llamada Argentina, tierra de amor y venganza, protagonizada por el chileno Benjamín Vicuña y la argentina Eugenia "China" Suárez.
Durante este período varios artistas la invitan a colaborar con ellos, como el venezolano Lasso y el mexicano José Madero, ambas canciones sumamente exitosas y ampliando su reconocimiento internacional, denominadas «Un millón como tú» y «Codependientes», respectivamente. Incluso, meses después anunció que se lanzaría una segunda parte de "Un millón como tú", junto a Lasso. A raíz del éxito de la canción recién mencionada, Lasso también la incluyó en la última línea de su canción «Souvenir». También, participó en conciertos de distintos cantantes, como Pablo López, Tini, Sebastián Yatra, Morat, Luciano Pereyra y Alba Reche, cantando junto a ellos, entre otras canciones, «El patio», de Pablo López, «Si tú te vas», de Tini, «Pa callar tus penas» de Camila Gallardo (junto a Tini), «Un año» de Sebastián Yatra y Reik, «Seré» de Luciano Pereyra, «Dí que no te vas» y «Yo no merezco volver» de Morat y «Aquí estoy» de Camila Gallardo (junto a Alba Reche). En sus conciertos del Rosa Tour también hubo invitados especiales, tales como Francisca Valenzuela, con la canción «Ven», Lasso, con «Un millón como tú», Tini, con «Pa callar tus penas», José Madero, con «Codependientes» y Kurt con una versión acústica de "Un millón como tú" de Lasso y Cami. Además, fue invitada a presentarse en los premios LA Musa Awards 2019, en la que también se presentaron artistas como Greeicy, Luis Fonsi y Antonio Orozco.
En octubre de 2019, el conocido festival Lollapalooza Chile 2020 confirma su participación para el primer día del evento, 27 de marzo de 2020, junto a otros grandes artistas nacionales e internacionales.

El 2019 es nominada a los Premios Grammy Latinos en dos categorías: Mejor álbum vocal pop, por su álbum debut "Rosa", y mejor artista nuevo. Confirmó su presentación en homenaje a Juanes, cantando «Fotografía» junto a Morat y Pablo López. Además, cantó una versión acústica de su última canción publicada «La despedida» en la Premier del evento, que sería también parte de su nuevo disco.

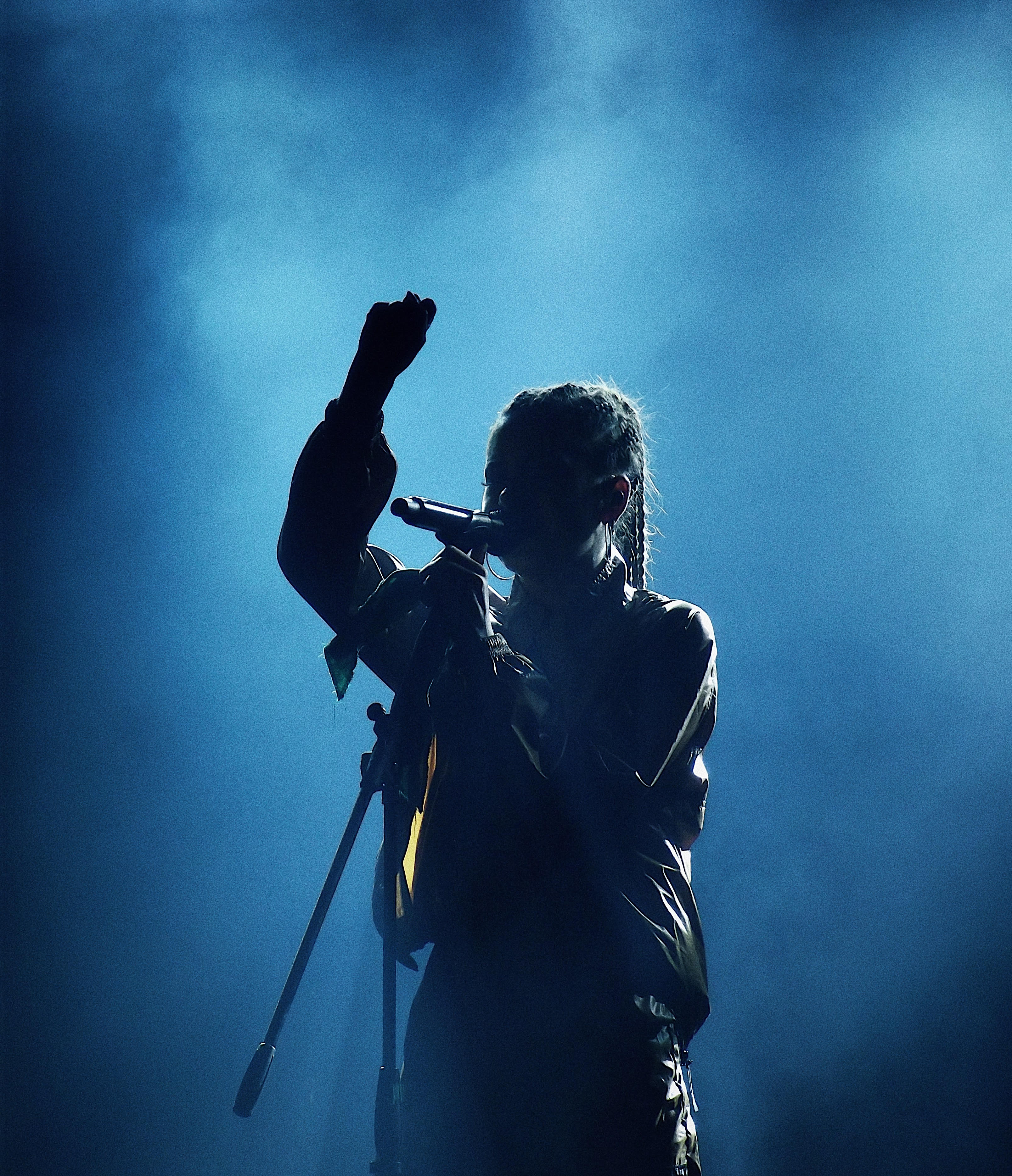
Camila Gallardo en Chimbarongo

### Monstruo Vol. 1(2019)
El 31 de octubre de 2019, especialmente por Halloween, se lanzaría la primera parte de su segundo disco Monstruo. Sin embargo, el 18 de octubre de 2019 se inician las protestas en Chile a causa de las desigualdades del país, por lo que Camila Gallardo se une a las manifestaciones cantando en distintos lugares y eventos, y haciendo llamados a las autoridades a respetar los derechos humanos, en contra del clasismo y de la dictadura militar de Augusto Pinochet. Se unió a una canción interpretada por artistas chilenos en apoyo al movimiento social, «El derecho de vivir en paz» de Víctor Jara, compartiendo canción con Mon Laferte, Francisca Valenzuela, Camila Moreno, Joe Vasconcellos, Princesa Alba, entre otros. Por esta razón, Camila Gallardo aplazó el lanzamiento de la primera parte de su disco para el 15 de noviembre. Ya se conocían las canciones «La entrevista», «Aquí estoy» y «La despedida», por lo que al lanzar su disco se descubren dos nuevas canciones: «Vuelvo» y «Esta canción». 
Su primer concierto en este Monstruo Tour fue realizado en México, y posterior a ello anunció firma de discos en España. Sin embargo, siempre mantuvo sus actividades a favor de las manifestaciones sociales en Chile y difundiendo información en sus redes sociales. En su concierto en México usó una camiseta que indicaba "No estamos en guerra", en contra de los dichos del presidente de Chile, Sebastián Piñera, tras el estallido social y las protestas en Chile.
Pocos días después de los Grammy y el lanzamiento de su nuevo disco, fue invitada por Joe Vasconcellos a su concierto de celebración 20 años con quien interpretó «Huellas».
En diciembre de 2019, la plataforma Spotify anuncia los artistas más escuchados de 2019. En charts colapsados por únicamente por música urbana, se impone el folk-pop de Cami, liderando las estadísticas de "artistas chilenos más escuchados en el país" y "artistas femeninas más escuchadas en Chile". En la primera categoría, se encuentra junto a Paloma Mami, Pablo Chill-E, Santaferia y Drefquila, ocupando el tercer puesto. En cuanto a la segunda categoría, también se encuentra en la tercera posición, posterior a Karol G y Paloma Mami, y anterior a Becky G y Natti Natasha, todas cantantes de música urbana, siendo la primera en su estilo y, además, añadiendo el folklore a los charts más escuchados. En el ámbito personal, registró 138,8 millones de reproducciones, 7,3 millones de horas escuchadas de su música, 7,1 millones de oyentes y presencia en 79 países, todo lo anterior solo en lo que respecta al 2019.
En diciembre de 2019, durante su visita a distintas ciudades de España para firmar su disco, se anunció que en Nochebuena lanzaría una "sorpresa" junto al cantante David Bisbal, quien la habría invitado a cantar junto a él una de sus canciones: «Silencio», en un especial de Navidad. Anunció la segunda parte de Monstruo para el 6 de marzo de 2020 y fue invitada por Morat a cantar junto a ellos nuevamente la canción «Yo no merezco volver». En dicha presentación, señalaron respecto de Camila Gallardo que es "una de las cantantes más impresionantes que han conocido".[cita requerida]
En enero de 2020 obtiene múltiples premios, ganando por votación popular cuatro nominaciones de la radio FM Dos (Mujer del año, Artista del año, Concierto del año y Disco del año), la nominación de la Radio Carolina a Artista Femenina de la década, también por votación popular, y finalmente el premio a Artista en Crecimiento 2019 Iberoamérica entregado por Billboard Argentina. Días después a estos premios, anuncia las primeras fechas de sus shows del Monstruo Tour para mayo en el Movistar Arena (Chile), Gran Rex (Argentina), Teatro Barceló (España) y Festival Millenni (España) A su vez, adelantó mediante sus redes sociales una colaboración con el cantante mexicano Kurt e indicó la fecha de su segunda colaboración con Lasso para el 17 de enero de 2020. En este mismo mes, La Voz Senior 2020 de España anunció que Camila Gallardo sería la asesora de Antonio Orozco en la nueva edición del programa, compartiendo rol con Álex Ubago, Pitingo y David DeMaría, quienes serían los asesores de los demás coaches.
El 17 de enero de 2020 se lanza la segunda parte de «Un millón como tú», denominada «Odio que no te odio», colaborando con Lasso. Esta canción alcanzó el millón de reproducciones al día de su estreno, fue tendencia en decenas de países, se posicionó segunda dentro de las más escuchadas a nivel global y estuvo en la posición 17 de iTunes Eslovaquia. Muy poco después, apareció en el LI Festival del Huaso de Olmué invitada por Morat. Al comienzo de su gira Monstruo, que partió con San Felipe y Quilpué, en este último el lugar en que realizó el concierto se quedó sin luz, por lo que cantó a capela algunas de sus canciones, deslumbrando con su voz. Pocos días después, el portal de música uruguayo "Lo Más Escuchado" nomina a Camila Gallardo a la categoría de Revelación Internacional, junto a artistas como Beret, Emilia Mernes y Manuel Turizo. A una semana de «Odio que no te odio», esta canción obtiene 4 millones de reproducciones en YouTube y 2 millones de reproducciones en Spotify.
En febrero de 2020, anunció que una de las canciones de la segunda parte de su disco se denominaría «Funeral», y sería una colaboración con el rapero argentino Wos. En conjunto con su lanzamiento, fue nominada a los Premios Heat Latin Music Awards en la categoría "Promesa Musical", compartiendo nominación con artistas como Guaynaa y Paloma Mami. El 21 de febrero de 2020 participa en un nuevo concierto de Lasso realizado en Santiago de Chile, cantando juntos por primera vez en vivo «Odio que no te odio» y también «Un millón como tú». El mismo día, sin haber transcurrido 48 horas desde su lanzamiento, «Funeral» alcanza el millón de reproducciones en YouTube. A finales de este mes, se confirma su participación en la segunda entrega del programa «A tiny audience» de HBO, en la que además de contar anécdotas, los artistas cantan algunas de sus versiones más populares con nuevos arreglos acústicos y también interpretan al menos una de sus canciones favoritas de otros colegas.

### Monstruo Vol. 2 (2020)
El 6 de marzo de 2020 lanza la segunda parte de su disco, de las que ya se conocía «Funeral» pero agrega «Espero que seas feliz», «Tú siempre», «Pena negra», «Mala leche» y «Monstruo». En total, el nuevo disco está compuesto por 12 canciones, con una gira que ya confirma a países como España, Chile, Argentina, Uruguay y México. 
En el Día Internacional de la Mujer, realizó un cover de «Sacar la voz», de la cantante chilena Ana Tijoux en la radio Los 40, como también lo realizaron las artistas Camila Moreno, Javiera Parra y Mariel Mariel. El mismo día, participó de la gran marcha feminista realizada en Santiago de Chile. En esta misma ocasión, varios carteles con partes de sus canciones reflejaban ideas feministas, extraídas de sus canciones «Funeral», «Aquí estoy», «Vuelvo», «Mi Ruego», entre otras. Además, confirmó su participación en uno de los diez conciertos gratuitos que realizará Lollapalooza Chile en distintas ciudades del territorio nacional. Así, el turno de Camila Gallardo sería el 22 de marzo junto al artista Alain Johannes. También en el marco del Día Internacional de la Mujer, Spotify reveló cuáles son las artistas más escuchadas en Chile. En la categoría de artistas chilenas, la lista la lidera Camila Gallardo en primer lugar.
En el contexto de la pandemia de Coronavirus que ocurre en el mundo, Camila Gallardo anunció un concierto gratuito vía streaming para el 21 de marzo, en el que interpretó las canciones de su nuevo disco, además de algunas otras de Rosa. A su vez, en este contexto lanzó en YouTube "Liberando al Monstruo", una sección de su canal en el que cuenta la historia detrás de cada una de las canciones de su álbum, dividido en tres capítulos. Se confirmó la participación de Camila Gallardo en un concierto organizado por la Liga Santander, un festival solidario para lo que está ocurriendo en el mundo. En dicho evento, presentó su canción «Vuelvo». También, participó de un concierto televisado organizado por la Radio Disney llamado "Separados pero juntos", transmitido por varios canales internacionales, donde también interpretó «Vuelvo». Además, fue invitada por Denise Rosenthal a grabar con ella una versión de «El amor no duele» en YouTube.
A finales de abril de 2020, Camila Gallardo fue presentada como una de las artistas que lideran las nominaciones de los Premios Pulsar, siendo nominada en las categorías "Mejor Artista Pop", "Canción del año" por «Aquí estoy», "Artista del año" y "Álbum del año" por Monstruo Pt. 1, convirtiéndose en una de las grandes ganadoras, obteniendo el premio a Artista del año (por votación popular) y a Canción del año (por Aquí estoy). En dicha premiación, también presentó los nominados en la categoría Artista Revelación.
En mayo de 2020, publica una nueva versión de la canción «Con las ganas», originalmente escrita por Zahara, pero esta vez interpretada por Camila Gallardo junto al cantante mexicano Kurt y que se mantuvo todo el año dentro de las canciones más populares de ambos artistas en Spotify.
En agosto del mismo año, se presentó en el Cosquín Rock, con una participación que fue comentada tanto en los medios nacionales como internacionales. En dicha presentación, indicó que "En Chile hay impunidad para los violadores". Presentó canciones de su más reciente álbum, Monstruo, más una canción de su álbum Rosa. Además, cantó "La tiradera", una canción que no ha sido lanzada pero que se ha hecho presente en varios de los conciertos de su gira.
Este álbum también logró posicionarse en la primera edición de los Premios Musa de Chile, con nominaciones en Álbum del Año, Canción del Año (por Funeral con Wos) y Mejor Artista Pop, y en los Premios Grammy de 2021 en la categoría de Mejor Álbum Latino de Rock o de Música Alternativa. Un día después de su nominación a los premios internacionales, realiza un show interactivo por las plataformas de Movistar Chile, en la que cantó por primera vez en un concierto en vivo su nueva canción "Big bang", que pertenecería a su tercer disco aún no lanzado. El mismo día, Antena 3 confirmó que la edición de La Voz Senior en la que participará Camila Gallardo como asesora de Antonio Orozco sería lanzada a finales de diciembre. 
A finales de noviembre y principios de diciembre, Camila Gallardo se hace parte de la canción "Huellas" con Joe Vasconcellos y "Normal mujer" con Francisca Valenzuela, ambas cantadas en vivo en sus respectivos conciertos y que se lanzan oficialmente a las plataformas digitales. A su vez, la cantante interpretó "Sube a nacer conmigo hermano" de Los Jaivas en los Premios Musa, y su más reciente canción "Big bang", que logró tomar la primera posición en las radios chilenas.
Su álbum Monstruo fue calificado como uno de los 25 mejores álbumes latinos de 2020 por Billboard. Casi al mismo tiempo, se lanza la colaboración de Alba Reche con Cami, denominada «Que bailen», cuyo género es flamenco, y que aborda como temática principal el estallido social chileno. El 9 de abril de 2021, lanza el sencillo «Luna» producido por Tainy.
En julio de 2021, la banda colombiana Morat lanza su disco "¿A dónde vamos?" en el que incluye la canción "Simplemente pasan" con Cami. Poco después, el cantante Elvis Costello anuncia que lanzará una nueva versión adaptada al español de su disco "The Year's Model" en la que Camila Gallardo cantará una de sus canciones, denominada «La chica de hoy».
En agosto de 2021, reaparece en la televisión abierta de Chile, cantando en los Giga Awards «Luna» y «Querida rosa».
En septiembre de 2021, Cami y Marc Anthony anuncian irse de gira juntos por Estados Unidos, interpretando varias de sus canciones, entre ellas «Querida rosa», «Ven», «Monstruo» y «Luna». 
En enero de 2022, anunció su nueva gira denominada "El caos de Anastasia", que incluirá presentaciones en Chile y Argentina. Este mismo año, es nominada a los Latin Grammys en la categoría "Mejor video versión corta" por su sencillo «Mía».

### Anastasia (2022)
En 2022 lanza su tercer disco, Anastasia. Inspirada en distintas experiencias de vida, Cami escribe estas canciones desde lo más profundo de sus emociones, seguridades e inseguridades. El disco posee 17 canciones, teniendo una duración de 49 minutos y 5 segundos, siendo un álbum totalmente en solitario. Esa misma semana, culmina su participación como jurado de la tercera temporada de The Voice Chile.
En septiembre de 2022, "Mía" del disco Anastasia, fue nominada a Mejor Videoclip en los Grammy Latinos, al cual asistió como presentadora y entregó el premio a la trayectoria a Myriam Hernández. A su vez en septiembre de 2023, "Anastasia" recibe una nominación en los Grammy Latinos 2023 en la categoría Mejor Canción Alternativa.
A raíz de su disco, ya ha realizado presentaciones en distintas localidades tanto de Chile como de Argentina, participando en el Festival Lollapalooza Argentina 2023.

## Influencias y estilo
Su estilo musical es el folk y soul, su música también esta orientada al pop y al blues. Sus artistas favoritos y señalados como influencia en su música son, Amy Winehouse, Violeta Parra, The Beatles, Adele, Coldplay, Ed Sheeran, Aretha Franklin, Queen, Nina Simone, John Mayer y Víctor Jara. Su disco favorito es Back to Black de la británica Amy Winehouse, y admira a Freddie Mercury musicalmente.

## Discografía

### Álbumes de estudio
| Título    | Detalles | Posicionamiento en listas | Posicionamiento en listas | Posicionamiento en listas | Certificaciones |
| Título    | Detalles | ARG                       | CL                        | ESP                       | Certificaciones |
| --------- | --- | ------------------------- | ------------------------- | ------------------------- | --------------- |
| Rosa      | - Lanzamiento: 8 de junio de 2018 - Sello: Universal Music Chile - Formatos: CD, descarga digital, streaming | —                         | —                         | —                         | - 28× Platino   |
| Monstruo  | - Lanzamiento: 6 de marzo de 2020 - Sello: Universal Music Chile - Formatos: CD, descarga digital, streaming | 1                         | 1                         | 82                        |                 |
| Anastasia | - Lanzamiento: 21 de julio de 2022 - Sello: Universal Music Chile - Formatos:descarga digital, streaming     | —                         | —                         | —                         |                 |

### EP
| Título           | Detalles | Certificaciones |
| ---------------- | --- | --------------- |
| Monstruo, Vol. 1 | - Lanzamiento: 15 de noviembre de 2019 - Sello: Universal Music Chile - Formatos: CD, descarga digital, streaming | - 5× Platino    |

### Sencillos
Sencillos como artista principal
| Título                                                                 | Año  | Máxima posición | Máxima posición | Álbum         |
| Título                                                                 | Año  | CHI             | ARG             | Álbum         |
| ---------------------------------------------------------------------- | ---- | --------------- | --------------- | ------------- |
| «Más de la mitad»                                                      | 2016 | 11              | —               | Rosa          |
| «Abrázame»                                                             | 2017 | 10              | —               | Rosa          |
| «Un poco más de frío»                                                  | 2017 | 17              | —               | Rosa          |
| «Ven»                                                                  | 2018 | 17              | —               | Rosa          |
| «No es real» (con Antonio José)                                        | 2018 | 11              | 88              | Rosa          |
| «Querida rosa»                                                         | 2018 | 13              | —               | Rosa          |
| «Pa' callar tus penas»                                                 | 2018 | 48              | —               | Rosa          |
| «Mi ruego»                                                             | 2018 | 22              | —               | Rosa (Deluxe) |
| «La entrevista»                                                        | 2019 | 19              | —               | Monstruo      |
| «Aquí estoy»                                                           | 2019 | 5               | —               | Monstruo      |
| «La despedida»                                                         | 2019 | 33              | —               | Monstruo      |
| «Vuelvo»                                                               | 2019 | 27              | —               | Monstruo      |
| «Funeral» (con Wos)                                                    | 2020 | 8               | —               | Monstruo      |
| «BIG BANG»                                                             | 2020 | 44              | —               | ANASTASIA     |
| «LUNA»                                                                 | 2021 | 20              | —               | ANASTASIA     |
| «PERREO PA LAS NENAS»                                                  | 2021 | —               | —               | ANASTASIA     |
| «MÍA»                                                                  | 2021 | —               | —               | ANASTASIA     |
| «POCA FE»                                                              | 2021 | —               | —               | ANASTASIA     |
| «EL PEOR»                                                              | 2022 | —               | —               | ANASTASIA     |
| "—" significa que la canción no fue lanzada o no apareció en la lista. |      |                 |                 |               |

Otras canciones
| «Fuerte»                                                               | 2018 | 50 | Rosa     |
| «Antorcha»                                                             | 2018 | 55 | Rosa     |
| «Toditas por ti»                                                       | 2018 | 69 | Rosa     |
| «Esta canción»                                                         | 2019 | 60 | Monstruo |
| «Espero que seas feliz»                                                | 2020 | 68 | Monstruo |
| "—" significa que la canción no fue lanzada o no apareció en la lista. |      |    |          |

Sencillos como artista invitada
| Título                                                                        | Año  | Máxima posición | Máxima posición | Máxima posición | Álbum              |
| Título                                                                        | Año  | CHI             | VEN             | MEX             | Álbum              |
| ----------------------------------------------------------------------------- | ---- | --------------- | --------------- | --------------- | ------------------ |
| «Quiero darte» (Fredi Leis, Cami)                                             | 2018 | —               | —               | —               | Sin álbum          |
| «Un millón como tú» (Lasso, Cami)                                             | 2019 | 24              | —               | —               | Sin álbum          |
| «Codependientes» (José Madero, Cami)                                          | 2019 | 93              | —               | 22              | Psalmos            |
| «Odio que no te odio» (Lasso, Cami)                                           | 2020 | 9               | 11              | —               | Sin álbum          |
| «Con las ganas» (Kurt, Cami)                                                  | 2020 | —               | —               | —               | La Vida (Deluxe)   |
| «Normal mujer» (Francisca Valenzuela, Cami)                                   | 2020 | 75              | —               | —               | Sin álbum          |
| «Que bailen» (Alba Reche, Cami)                                               | 2020 | —               | —               | —               | La pequeña semilla |
| «Simplemente pasan» (Morat, Cami)                                             | 2021 | —               | —               | —               | ¿A dónde vamos?    |
| «La Chica de Hoy (This Year's Girl)» (Elvis Costello & The Attractions, Cami) | 2021 | —               | —               | —               | Spanish Model      |

### Versiones
| N.° | Título                                 | Artista original                 | Vocalista pr.                    |
| --- | -------------------------------------- | -------------------------------- | -------------------------------- |
| 1.  | «Los momentos»                         | Eduardo Gatti                    | Cami                             |
| 2.  | «The story»                            | Brandi Carlile                   | Cami                             |
| 3.  | «Hand in my pocket»                    | Alanis Morrisette                | Cami, Rosario Jara               |
| 4.  | «The scientist»                        | Coldplay                         | Cami                             |
| 5.  | «Gracias a la vida»                    | Violeta Parra                    | Cami                             |
| 6.  | «Chandelier»                           | Sia                              | Cami                             |
| 7.  | «Just the way you are»                 | Bruno Mars                       | Luis Fonsi, Cami, Josefa Serrano |
| 8.  | «Somewhere only we know»               | Keane                            | Cami                             |
| 9.  | «Lay me down»                          | Sam Smith                        | Cami, Luis Fonsi                 |
| 10. | «Mira niñita»                          | Los Jaivas                       | Cami                             |
| 11. | «Volver a los 17»                      | Violeta Parra                    | Cami                             |
| 12. | «Yo vengo a ofrecer mi corazón»        | Fito Páez                        | Cami                             |
| 13. | «Run run se fue pa'l norte»            | Violeta Parra                    | Cami                             |
| 14. | «Alas»                                 | Soy Luna                         | Cami, Luis Pedraza               |
| 15. | «Todo cambia»                          | Mercedes Sosa                    | Cami                             |
| 16. | «El derecho de vivir en paz»           | Víctor Jara                      | Cami, Varios artistas chilenos   |
| 17. | «Fotografía»                           | Juanes, Nelly Furtado            | Cami, Morat, Pablo López         |
| 18. | «Sacar la voz»                         | Ana Tijoux                       | Cami                             |
| 19. | «Sube a nacer conmigo hermano»         | Los Jaivas                       | Cami                             |
| 20. | «La chica de hoy ("This year's girl")» | Elvis Costello & The Attractions | Cami                             |
| 21. | «Hallelujah»                           | Leonard Cohen                    | Cami                             |

### Colaboraciones inéditas o en vivo
| N.º | Título                 | Artista original              | Vocalista pr.              |
| --- | ---------------------- | ----------------------------- | -------------------------- |
| 1.  | «Te espero aquí»       | Pablo López                   | Cami, Pablo López          |
| 2.  | «El patio»             | Pablo López                   | Cami, Pablo López          |
| 3.  | «Más de la mitad»      | Cami                          | Cami, Luis Fonsi           |
| 4.  | «Seré»                 | Luciano Pereyra               | Cami, Luciano Pereyra      |
| 5.  | «Si tú te vas»         | Tini Stoessel                 | Cami, Tini Stoessel        |
| 6.  | «Pa callar tus penas»  | Cami                          | Cami, Tini Stoessel        |
| 7.  | «Un año»               | Sebastián Yatra, Reik         | Cami, Sebastián Yatra      |
| 8.  | «Dí que no te vas»     | Morat                         | Cami, Morat                |
| 9.  | «Yo no merezco volver» | Morat                         | Cami, Morat                |
| 10. | «Aquí estoy»           | Cami                          | Cami, Alba Reche           |
| 11. | «Ven»                  | Cami                          | Cami, Francisca Valenzuela |
| 12. | «Sonreir»              | Kurt                          | Cami, Kurt                 |
| 13. | «Huellas»              | Joe Vasconcellos              | Cami, Joe Vasconcellos     |
| 14. | «Silencio»             | David Bisbal                  | Cami, David Bisbal         |
| 15. | «El amor no duele»     | Denise Rosenthal              | Cami, Denise Rosenthal     |
| 16. | «Normal mujer»         | Francisca Valenzuela          | Cami, Francisca Valenzuela |
| 17. | «Miss u bb»            | Princesa Alba                 | Cami, Princesa Alba        |
| 18. | «Un Beso en Madrid»    | Tini Stoessel, Alejandro Sanz | Cami, Tini Stoessel        |
| 19. | «Fotografías»          | Juanes                        | Cami, Juanes               |

## Televisión
| Año  | Programa                         | Rol                                     | Notas                                             | Canal                             |
| ---- | -------------------------------- | --------------------------------------- | ------------------------------------------------- | --------------------------------- |
| 2014 | Más vale tarde                   | Cantante                                | Tributo a Eduardo Gatti.                          | Mega                              |
| 2015 | The Voice Chile                  | Concursante                             | Segundo lugar                                     | Canal 13                          |
| 2016 | Teletón 2016                     | Cantante                                | Participa en apertura                             | ANATEL                            |
| 2017 | Mujeres primero                  | Invitada                                |                                                   | La Red                            |
| 2017 | Festival de Viña del Mar 2017    | Cantante                                | Homenaje a Violeta Parra.                         | Chilevisión                       |
| 2017 | Teletón 2017                     | Cantante                                | Participa en cierre                               | ANATEL                            |
| 2018 | XLIX Festival del Huaso de Olmué | Cantante                                |                                                   | TVN                               |
| 2018 | Premios Pulsar                   | Presentadora Cantante                   |                                                   | TVN                               |
| 2018 | Teletón 2018                     | Cantante                                | Participa en cierre                               | ANATEL                            |
| 2018 | Operación Triunfo 2018           | Cantante                                |                                                   | 24 horas                          |
| 2019 | Festival de Viña del Mar 2019    | Jurado/Cantante                         | Presentación                                      | TVN Canal 13 Fox Channel Fox Life |
| 2019 | Premios Pulsar                   | Cantante                                | Presentación Obtiene premio a "Mejor artista pop" | TVN                               |
| 2019 | Grammy Latinos                   | Cantante                                | Interpreta «Fotografía» y «La Despedida»          | TNT                               |
| 2019 | Especial de Navidad 2019         | Cantante                                | Invitada por David Bisbal                         | RTVE                              |
| 2020 | LI Festival del Huaso de Olmué   | Cantante                                | Invitada por Morat                                | TVN                               |
| 2020 | A tiny audience                  | Cantante                                |                                                   | HBO                               |
| 2020 | La voz Senior                    | Asesora de Antonio Orozco               |                                                   | Antena 3                          |
| 2021 | Desafío Play X Chile             | Cantante                                | Interpreta «Big Bang»                             | TVN                               |
| 2021 | Punto de Encuentro TNT           | Cantante nominada a los Premios Grammys |                                                   | TNT                               |
| 2021 | Premios Pulsar                   | Ganadora de categoría                   |                                                   | La Red                            |
| 2021 | Giga Awards                      | Cantante                                | Interpreta «Luna» y «Querida rosa»                | Canal 13                          |
| 2022 | The Voice Chile                  | Coach                                   |                                                   | Chilevisión                       |
| 2023 | Festival de Peñaflor             | Cantante                                |                                                   | TV+                               |

## Giras
- Ven Tour (2018)
- Rosa Tour (2018/2019)
- Monstruo Tour (2020)
- Pa'llá voy Tour (2021) como telonera de Marc Anthony.[67]
- Camino Al Caos Tour (2022)
- Mira Tu Caos Anastasia Tour (2022/2023)
- Anna esta Alucinada (2023/2024)
- Cami es Anna (2025)

## Premios y nominaciones

### Billboard
| Año  | Trabajo nominado | Categoría                                                         | Resultado | Referencia |
| ---- | ---------------- | ----------------------------------------------------------------- | --------- | ---------- |
| 2019 | Ella misma       | Artista Femenina en Crecimiento Iberoamérica (Bllboard Argentina) | Ganadora  | [ 40 ]     |
| 2020 | Monstruo         | Selección 25 mejores discos latinos                               | Ganadora  | [ 68 ]     |

### Premios Grammy
| Año  | Trabajo nominado | Categoría                             | Resultado | Referencia |
| ---- | ---------------- | ------------------------------------- | --------- | ---------- |
| 2021 | Monstruo         | Mejor álbum alternativo o rock latino | Nominado  | [ 69 ]     |

### Premios Grammy Latinos
| Año  | Trabajo nominado | Categoría                         | Resultado | Referencia |
| ---- | ---------------- | --------------------------------- | --------- | ---------- |
| 2019 | Ella misma       | Mejor nuevo artista               | Nominada  | [ 70 ]     |
| 2019 | Rosa             | Mejor álbum vocal pop tradicional | Nominada  | [ 70 ]     |
| 2022 | MÍA              | Mejor video versión corta         | Nominada  | [ 56 ]     |

### Festival Internacional de la Canción de Viña del Mar
| Año  | Trabajo nominado | Categoría          | Resultado | Referencia |
| ---- | ---------------- | ------------------ | --------- | ---------- |
| 2019 | Ella misma       | Gaviota de Plata   | Ganadora  | [ 71 ]     |
| 2019 | Ella misma       | Gaviota de Oro     | Ganadora  | [ 71 ]     |
| 2019 | Ella misma       | Reina del monstruo | Ganadora  | [ 72 ]     |

### Premios Heat Latin Music Awards
| Año  | Trabajo nominado | Categoría       | Resultado | Referencia |
| ---- | ---------------- | --------------- | --------- | ---------- |
| 2020 | Ella misma       | Promesa musical | Nominada  | [ 73 ]     |

### Premios Pulsar
| Año  | Trabajo nominado | Categoría                        | Resultado | Referencia    |
| ---- | ---------------- | -------------------------------- | --------- | ------------- |
| 2018 | Abrázame         | Canción del año                  | Nominada  | [ 74 ]        |
| 2019 | Ella misma       | Mejor artista pop                | Ganadora  | [ 75 ] [ 76 ] |
| 2019 | Ella misma       | Artista del año                  | Nominada  | [ 75 ] [ 76 ] |
| 2019 | Rosa             | Álbum del año                    | Nominada  | [ 75 ] [ 76 ] |
| 2020 | Ella misma       | Artista del año                  | Ganadora  | [ 77 ]        |
| 2020 | Ella misma       | Mejor artista pop                | Nominada  | [ 77 ]        |
| 2020 | Aquí estoy       | Canción del año                  | Ganadora  | [ 77 ]        |
| 2020 | Monstruo Pt. 1   | Álbum del año                    | Nominada  | [ 77 ]        |
| 2021 | Aquí estoy       | Canción más tocada en las radios | Ganadora  | [ 78 ]        |

### Premios Musa
| Año  | Trabajo nominado  | Categoría           | Resultado | Referencia |
| ---- | ----------------- | ------------------- | --------- | ---------- |
| 2020 | Funeral (con Wos) | Canción del año     | Nominada  | [ 79 ]     |
| 2020 | Monstruo          | Disco del año       | Ganadora  | [ 79 ]     |
| 2020 | Ella misma        | Artista pop del año | Nominada  | [ 79 ]     |
| 2021 | Luna              | Canción del año     | Nominada  | [ 80 ]     |
| 2021 | Luna              | Videoclip del año   | Nominada  | [ 80 ]     |
| 2022 | Ella misma        | Artista pop del año | Nominada  | [ 81 ]     |
| 2022 | MÍA               | Videoclip del año   | Nominada  | [ 81 ]     |
| 2022 | ANASTASIA         | Álbum del año       | Nominada  | [ 81 ]     |
| 2022 | POCA FE           | Canción del año     | Nominada  | [ 81 ]     |

### Pepsi Music Awards
| Año  | Trabajo nominado                | Categoría         | Resultado | Referencia |
| ---- | ------------------------------- | ----------------- | --------- | ---------- |
| 2020 | Un millón como tú (con Lasso)   | Tema del año      | Ganadora  | [ 82 ]     |
| 2020 | Un millón como tú (con Lasso)   | Video del año     | Nominada  | [ 82 ]     |
| 2020 | Un millón como tú (con Lasso)   | Tema pop del año  | Ganadora  | [ 82 ]     |
| 2021 | Odio que no te odio (con Lasso) | Tema del año      | Nominada  | [ 83 ]     |
| 2021 | Odio que no te odio (con Lasso) | Video del año     | Nominada  | [ 83 ]     |
| 2021 | Odio que no te odio (con Lasso) | Tema pop del año  | Nominada  | [ 83 ]     |
| 2021 | Odio que no te odio (con Lasso) | Video pop del año | Nominada  | [ 83 ]     |

### Premios Copihue de Oro
| Año  | Trabajo nominado | Categoría                           | Resultado | Referencia |
| ---- | ---------------- | ----------------------------------- | --------- | ---------- |
| 2018 | Ella misma       | Grupo o cantante popular o tropical | Nominada  | [ 84 ]     |
| 2023 | Ella misma       | Artista pop                         | Nominada  | [ 85 ]     |

### Carolina Awards
| Año  | Trabajo nominado | Categoría                     | Resultado | Referencia |
| ---- | ---------------- | ----------------------------- | --------- | ---------- |
| 2019 | Ella misma       | Artista femenina de la década | Ganadora  | [ 86 ]     |

### FM Dos Awards
| Año  | Trabajo nominado | Categoría                | Resultado | Referencia |
| ---- | ---------------- | ------------------------ | --------- | ---------- |
| 2019 | Monstruo Pt. 1   | Disco del año            | Ganadora  | [ 87 ]     |
| 2019 | Monstruo Tour    | Concierto del año        | Ganadora  | [ 87 ]     |
| 2019 | Ella misma       | Artista del año          | Ganadora  | [ 87 ]     |
| 2019 | Ella misma       | Mujer del año            | Ganadora  | [ 87 ]     |
| 2020 | Ella misma       | Artista nacional del año | Ganadora  | [ 88 ]     |

### Giga Awards
| Año  | Trabajo nominado | Categoría        | Resultado | Referencia |
| ---- | ---------------- | ---------------- | --------- | ---------- |
| 2019 | Ella misma       | Fenómeno musical | Nominada  | [ 89 ]     |

### Romántica Challenge
| Año  | Trabajo nominado                | Categoría       | Resultado | Referencia |
| ---- | ------------------------------- | --------------- | --------- | ---------- |
| 2020 | Odio que no te odio (con Lasso) | Canción del año | Ganadora  | [ 90 ]     |